# Liste d'enclaves et d'exclaves intérieures de la Suisse
Note : Le mot "exclave" utilisé ici ne se trouve pas dans les dictionnaires généralistes,.
Cette liste recense les enclaves et exclaves intérieures de la Suisse.
En géographie politique, une enclave est un territoire totalement entouré par un autre territoire ; une exclave est un territoire qui n'est pas connexe au reste du territoire auquel il est politiquement rattaché.

## Niveau cantonal

### Appenzell Rhodes-Intérieures
Dans le canton d'Appenzell Rhodes-Intérieures, Oberegg n'est pas connexe avec les cinq autres districts du canton et il est par ailleurs formé de deux morceaux distincts. Par ailleurs, le canton administre directement les couvents de Grimmenstein (enclavé dans la commune de Walzenhausen, dans le canton d'Appenzell Rhodes-Extérieures) et de Wonnenstein (dans la commune de Teufen).

### Argovie
Dans le canton d'Argovie, la commune de Würenlos possède une petite enclave, le couvent de Fahr, à l'intérieur du canton de Zurich.

### Berne
Dans le canton de Berne, Villars-les-Moines n'est pas connexe au reste du canton, et est totalement enclavée dans le canton de Fribourg.
Depuis le 1er janvier 2022, Clavaleyres n'est plus une enclave bernoise dans le canton de Fribourg, alors qu'elle l'était depuis 1807. À la suite de votations des deux cantons, Clavaleyres est devenue fribourgeoise, et a fusionné avec la commune de Morat.

### Fribourg
Le canton de Fribourg possède quatre communes ou groupes de communes qui ne sont pas connexes au reste du territoire cantonal.
Dans le district de la Broye, trois zones sont enclavées dans le canton de Vaud :
- La première est constituée des 10 communes suivantes :
  - Cheyres-Châbles
  - Châtillon
  - Cugy
  - Estavayer (sauf la localité de Vuissens, qui forme une exclave à part entière)
  - Fétigny
  - Les Montets
  - Lully
  - Ménières
  - Nuvilly
  - Sévaz

- La deuxième est composée de 2 communes :
  - Prévondavaux
  - Surpierre (issue de la fusion des communes de Cheiry et Surpierre dès le 1er janvier 2021)

- Enfin, la localité et ancienne commune de Vuissens, rattachée à Estavayer, forme la troisième enclave.

La commune de Cormondes possède, quant à elle, une enclave dans le canton de Berne, correspondant à la localité de Wallenbuch.
Le hameau de Tours, faisant partie de la commune de Montagny, est totalement enclavé dans la commune de Corcelles-près-Payerne.

### Genève
Le canton de Genève possède deux exclaves au nord de sa frontière principale avec le canton de Vaud. Il s'agit d'une part d'une enclave dans le canton de Vaud constituant la plus petite partie de la commune de Céligny, d'autre part d'une exclave ayant une frontière terrestre avec le canton de Vaud et des frontières aquatiques avec le canton de Vaud et la France dans le lac Léman. La partie lacustre de cette exclave, comme d'ailleurs la zone principale lacustre genevoise de la rade, est un territoire cantonal genevois n'appartenant à aucune commune; sa partie terrestre (qui n’est donc elle-même pas une exclave) constitue l'autre partie de la commune de Céligny, contenant le village de Céligny.

### Lucerne
Le canton de Lucerne possède trois exclaves, à l'est du canton. L'ensemble formé des communes de Greppen, Weggis et Vitznau est séparé du reste du territoire par le lac des Quatre-Cantons et le canton de Schwytz. D'autre part, un fragment de la commune de Lucerne est enclavé entre la rive sud du lac de Quatre-Cantons et le canton de Nidwald, au pied du Bürgenstock. Enfin, un fragment de la commune de Meierskappel est séparé du reste du canton par les cantons de Schwytz et de Zoug.

### Obwald
Dans le canton d'Obwald, la commune d'Engelberg n'est pas connexe aux six autres : elle est détachée, à quelques kilomètres à l'est, séparée par les cantons de Nidwald et Berne.

### Saint-Gall
Dans le canton de Saint-Gall, Raach, une localité de la commune de Häggenschwil, est enclavée dans le canton de Thurgovie.

### Schaffhouse
Le canton de Schaffhouse possède deux fragments séparés du reste du territoire cantonal. Le premier est formé par les communes de Buchberg et Rüdlingen et est situé entre le canton de Zurich et l'Allemagne. Le deuxième comprend les communes de Buch, Hemishofen, Ramsen et Stein am Rhein et est situé entre le canton de Thurgovie et l'Allemagne.

### Soleure
Le canton de Soleure possède deux fragments séparés par le canton de Bâle-Campagne, à la frontière avec la France. Le premier est composé des communes de Bättwil, Hofstetten-Flüh, Metzerlen-Mariastein, Rodersdorf et Witterswil ; le deuxième de la seule commune de Kleinlützel. Par ailleurs, la localité de Steinhof appartenant à la commune d'Aeschi est enclavée dans le canton de Berne.

### Thurgovie
Dans le canton de Thurgovie, la commune de Horn est enclavée entre le canton de Saint-Gall et le lac de Constance.

### Vaud
Un fragment du canton de Vaud, formé des onze communes de l'ancien district d'Avenches, est séparé du reste du canton par le canton de Fribourg et le lac de Neuchâtel.
L'ancien district du Pays-d'Enhaut, composé des trois communes de Rossinière, Château-d'Œx et Rougemont, peut être considéré comme une enclave pratique de district : ces communes ne sont reliées directement au reste du nouveau district de la Riviera-Pays-d'Enhaut que par la limite communale longue de 750 m entre Veytaux et Rossinière et matérialisée par l'Hongrin. Un sentier de montagne venant de la combe de Naye, un pont enjambant l'Hongrin et un sentier franchissant le col des Gaules est la voie la plus directe entre la Riviera et le Pays d'Enhaut sans franchir les limites du district. Ces communes sont néanmoins reliées par la route au canton par le district d'Aigle en passant par le col des Mosses.

## Niveau communal

### Argovie
Dans le canton d'Argovie :
- Baden possède un fragment séparé par Birmenstorf et Fislisbach ;
- Turgi possédait une enclave à l'intérieur de Baden (jusqu'au 12 mars 2023, date de la fusion des deux communes).

### Fribourg
Dans le canton de Fribourg, Echarlens et Morat sont fragmentées. L'ancien territoire communal de La Folliaz était composé de deux fragments, séparés par Villaz-Saint-Pierre ; depuis 2020, les deux communes ont fusionné pour former la commune de Villaz sur un seul territoire continu.
La création du lac de la Gruyère a également séparé des parties des communes de Corbières et Morlon.

### Tessin
Dans le canton du Tessin, Ponte Capriasca possède un fragment en montagne à 10 km du village principal.
Locarno est également composé de deux parties distinctes.
Les îles de Brissago appartiennent à Brissago, mais elles sont entourées par Ronco sopra Ascona.
La situation de la commune de Lavertezzo est très particulière : elle était composée de deux parties distinctes entre la localité Lavertezzo (dans le val Verzasca) et la localité Riazzino (Lavertezzo Piano) (en plaine). À la suite d’une fusion communale en 2020, la grande partie de Lavertezzo a été annexée à la nouvelle commune de Verzasca. En conséquence, la commune de Lavertezzo est désormais composée uniquement de la petite partie de Lavertezzo Piano, qui concentrait cependant la majeure partie de la population. Mais la surface est passée de 22.7 kmq à 0.9 kmq.
La commune de Cugnasco-Gerra s'est trouvée dans la même situation en raison de la partie située à Gerra (Verzasca) qui d'abord était commune elle-même, puis appartenait à elle et maintenant a été incorporé dans la nouvelle commune de Verzasca.
Au Tessin, avant les fusions communales, il y avait plusieurs cas d'anciennes communes supprimées composées de plusieurs parties ou enclaves. Avec les fusions, elles ont disparu.
Voici une liste (non exhaustive) :
- Castro, Marolta, Ponto Valentino : commune de Acquarossa
- Aquila : commune de Blenio
- Bignasco : commune de Cevio
- Chiggiogna, Chironico : commune de Faido

### Uri
Dans le canton d'Uri, Spiringen possède un fragment, séparé par Unterschächen.

### Vaud
Dans le canton de Vaud, les communes de Lausanne, Ropraz, Fiez, Croy, Valbroye et Lucens sont fragmentées en deux. La commune de Lausanne possède notamment une exclave, le secteur de Vernand, entièrement entouré par les communes de Cheseaux-sur-Lausanne, Crissier, Jouxtens-Mézery, Le Mont-sur-Lausanne, Morrens et Romanel-sur-Lausanne.
Dans la commune de Veytaux, le sommet des rochers de Naye et les alpages se trouvant sur le versant nord de ceux-ci ne sont reliés directement au reste du territoire communal que par une falaise infranchissable.
Les hameaux d'Ogoz et Lignières dans la commune de Saint-Saphorin ne sont reliés directement au village de Saint-Saphorin que par des escaliers qui ne sont franchissable qu'à pied.